# Scherma ai Giochi della XIV Olimpiade - Fioretto individuale femminile
La competizione del fioretto individuale femminile  di scherma ai Giochi della XIV Olimpiade si tenne i giorni 31 luglio e 2 agosto 1948 presso il Palace of Engineering Wembley.

## Risultati

### 1º Turno
Si è disputato il 31 luglio. Sei gruppi eliminatori le prime quattro classificate accedevano ai quarti di finale turno. A qualificazioni acquisite alcuni assalti non si sono disputati.
| Pos. | Atleta                   | Nazione     | Vittorie | Sconfitte |
| ---- | ------------------------ | ----------- | -------- | --------- |
| 1    | Maria Cerra              | Stati Uniti | 5        | 1         |
| 2    | Anita Klüpfel            | Svizzera    | 4        | 2         |
| 3    | Éva Kun                  | Ungheria    | 4        | 2         |
| 4    | Grete Olsen              | Danimarca   | 3        | 2         |
| 5    | Mary Meyer-van der Sluis | Paesi Bassi | 2        | 4         |
| 6    | Irena Nawrocka           | Polonia     | 2        | 4         |
| 7    | Dorothy Dermody          | Irlanda     | 0        | 6         |

| Pos. | Atleta           | Nazione     | Vittorie | Sconfitte |
| ---- | ---------------- | ----------- | -------- | --------- |
| 1    | Karen Lachmann   | Danimarca   | 6        | 0         |
| 2    | Renée Garilhe    | Francia     | 5        | 1         |
| 3    | Irene Camber     | Italia      | 3        | 3         |
| 4    | Friedrieke Filz  | Austria     | 3        | 3         |
| 5    | Anja Secrève     | Paesi Bassi | 2        | 4         |
| 6    | Nadia Boudesoque | Messico     | 2        | 4         |
| 7    | Emilie Schwindt  | Belgio      | 0        | 6         |

| Pos. | Atleta         | Nazione       | Vittorie | Sconfitte |
| ---- | -------------- | ------------- | -------- | --------- |
| 1    | Ilona Elek     | Ungheria      | 5        | 0         |
| 2    | Janice Romary  | Stati Uniti   | 4        | 1         |
| 3    | Jenny Addams   | Belgio        | 3        | 2         |
| 4    | Gytte Minton   | Gran Bretagna | 1        | 4         |
| 5    | Rhoda Martin   | Canada        | 1        | 4         |
| 6    | Nélida Fullone | Argentina     | 1        | 4         |

| Pos. | Atleta             | Nazione   | Vittorie | Sconfitte |
| ---- | ------------------ | --------- | -------- | --------- |
| 1    | Gabriele Zeilinger | Austria   | 4        | 1         |
| 2    | Françoise Gouny    | Francia   | 3        | 2         |
| 3    | Kate Mahaut        | Danimarca | 3        | 2         |
| 4    | Velleda Cesari     | Italia    | 3        | 2         |
| 5    | Enriqueta Mayora   | Messico   | 2        | 3         |
| 6    | Betty Hamilton     | Canada    | 0        | 5         |

| Pos. | Atleta           | Nazione       | Vittorie | Sconfitte |
| ---- | ---------------- | ------------- | -------- | --------- |
| 1    | Margit Elek      | Ungheria      | 4        | 1         |
| 2    | Lylian Guyonneau | Francia       | 3        | 1         |
| 3    | Elena Libera     | Italia        | 3        | 1         |
| 4    | Elsa Irigoyen    | Argentina     | 2        | 3         |
| 5    | Betty Arbuthnott | Gran Bretagna | 1        | 4         |
| 6    | Vera Hagemann    | Svizzera      | 1        | 4         |

| Pos. | Atleta            | Nazione       | Vittorie | Sconfitte |
| ---- | ----------------- | ------------- | -------- | --------- |
| 1    | Ellen Preis       | Austria       | 5        | 1         |
| 2    | Mary Glen-Haig    | Gran Bretagna | 5        | 1         |
| 3    | Irma de Antequeda | Argentina     | 4        | 2         |
| 4    | Helena Dow        | Stati Uniti   | 3        | 3         |
| 5    | Hedwig Rieder     | Svizzera      | 3        | 3         |
| 6    | Adèle Christiaens | Belgio        | 1        | 5         |
| 7    | Emma Ruíz         | Messico       | 0        | 6         |

### Quarti di finale
Si sono disputati il 31 luglio. Quattro gruppi le prime tre classificate accedevano alle semifinali. A qualificazioni acquisite alcuni assalti non si sono disputati.
| Pos. | Atleta             | Nazione       | Vittorie | Sconfitte |
| ---- | ------------------ | ------------- | -------- | --------- |
| 1    | Maria Cerra        | Stati Uniti   | 4        | 1         |
| 2    | Jenny Addams       | Belgio        | 4        | 1         |
| 3    | Gytte Minton       | Gran Bretagna | 3        | 2         |
| 4    | Irma de Antequeda  | Argentina     | 2        | 3         |
| 5    | Lylian Guyonneau   | Francia       | 2        | 3         |
| 6    | Gabriele Zeilinger | Austria       | 0        | 5         |

| Pos. | Atleta          | Nazione       | Vittorie | Sconfitte |
| ---- | --------------- | ------------- | -------- | --------- |
| 1    | Mary Glen-Haig  | Gran Bretagna | 5        | 0         |
| 2    | Ilona Elek      | Ungheria      | 3        | 2         |
| 3    | Friedrieke Filz | Austria       | 3        | 2         |
| 4    | Renée Garilhe   | Francia       | 3        | 2         |
| 5    | Elena Libera    | Italia        | 0        | 4         |
| 5    | Kate Mahaut     | Danimarca     | 0        | 4         |

| Pos. | Atleta          | Nazione     | Vittorie | Sconfitte |
| ---- | --------------- | ----------- | -------- | --------- |
| 1    | Ellen Preis     | Austria     | 4        | 1         |
| 2    | Margit Elek     | Ungheria    | 4        | 1         |
| 3    | Irene Camber    | Italia      | 3        | 2         |
| 4    | Grete Olsen     | Danimarca   | 2        | 3         |
| 5    | Françoise Gouny | Francia     | 1        | 4         |
| 6    | Helena Dow      | Stati Uniti | 1        | 4         |

| Pos. | Atleta         | Nazione     | Vittorie | Sconfitte |
| ---- | -------------- | ----------- | -------- | --------- |
| 1    | Karen Lachmann | Danimarca   | 4        | 1         |
| 2    | Éva Kun        | Ungheria    | 4        | 1         |
| 3    | Velleda Cesari | Italia      | 3        | 2         |
| 4    | Janice Romary  | Stati Uniti | 3        | 2         |
| 5    | Elsa Irigoyen  | Argentina   | 1        | 4         |
| 6    | Anita Klüpfel  | Svizzera    | 0        | 5         |

### Semifinali
Si sono disputate il 2 agosto. Due gruppi le prime quattro classificate accedevano alla finale. 
| Pos. | Atleta          | Nazione       | Vittorie | Sconfitte |
| ---- | --------------- | ------------- | -------- | --------- |
| 1    | Ilona Elek      | Ungheria      | 5        | 0         |
| 2    | Karen Lachmann  | Danimarca     | 3        | 2         |
| 3    | Mary Glen-Haig  | Gran Bretagna | 3        | 2         |
| 4    | Friedrieke Filz | Austria       | 2        | 3         |
| 5    | Irene Camber    | Italia        | 2        | 3         |
| 6    | Éva Kun         | Ungheria      | 0        | 5         |

| Pos. | Atleta         | Nazione       | Vittorie | Sconfitte |
| ---- | -------------- | ------------- | -------- | --------- |
| 1    | Ellen Preis    | Austria       | 4        | 1         |
| 2    | Maria Cerra    | Stati Uniti   | 3        | 2         |
| 3    | Velleda Cesari | Italia        | 3        | 2         |
| 4    | Margit Elek    | Ungheria      | 3        | 2         |
| 5    | Jenny Addams   | Belgio        | 2        | 3         |
| 6    | Gytte Minton   | Gran Bretagna | 0        | 5         |

### Finale
Si è disputata il 2 agosto.
| Pos.    | Atleta          | Nazione       | Vittorie | SF | SC | Incontri | Incontri | Incontri | Incontri | Incontri | Incontri | Incontri | Incontri |
| Pos.    | Atleta          | Nazione       | Vittorie | SF | SC | ELE      | LAC      | MÜL      | CER      | WEN      | ELE      | CES      | GLE      |
| ------- | --------------- | ------------- | -------- | -- | -- | -------- | -------- | -------- | -------- | -------- | -------- | -------- | -------- |
| Oro     | Ilona Elek      | Ungheria      | 6        | 27 | 15 | X        | 4-2      | 4-2      | 4-2      | 3-4      | 4-3      | 4-2      | 4-0      |
| Argento | Karen Lachmann  | Danimarca     | 5        | 24 | 11 | 2-4      | X        | 4-2      | 2-4      | 4-0      | 4-1      | 4-0      | 4-0      |
| Bronzo  | Ellen Preis     | Austria       | 5        | 24 | 16 | 2-4      | 2-4      | X        | 4-1      | 4-1      | 4-2      | 4-3      | 4-1      |
| 4       | Maria Cerra     | Stati Uniti   | 5        | 23 | 16 | 2-4      | 4-2      | 1-4      | X        | 4-3      | 4-0      | 4-2      | 4-1      |
| 5       | Friedrieke Filz | Austria       | 4        | 20 | 21 | 4-3      | 0-4      | 1-4      | 3-4      | X        | 4-3      | 4-1      | 4-2      |
| 6       | Margit Elek     | Ungheria      | 1        | 16 | 26 | 3-4      | 1-4      | 2-4      | 0-4      | 3-4      | X        | 3-4      | 4-2      |
| 7       | Velleda Cesari  | Italia        | 1        | 15 | 27 | 2-4      | 0-4      | 3-4      | 2-4      | 1-4      | 4-3      | X        | 3-4      |
| 8       | Mary Glen-Haig  | Gran Bretagna | 1        | 10 | 27 | 0-4      | 0-4      | 1-4      | 1-4      | 2-4      | 2-4      | 4-3      | X        |